# Darius Songaila
Darius Songaila, född 14 januari 1978 i Kapsukas, dåvarande Sovjetunionen, är en litauisk basketspelare.

## Landslagsspel
Darius Songaila tog OS-brons 2000 i Sydney. Detta var Litauens tredje bronsmedalj i rad i herrarnas turnering i basket vid olympiska sommarspelen. Han var även med i baskettävlingarna vid OS 2004.